# Métro d'Ankara
Le métro d'Ankara (en turc : Ankara Metrosu) est un réseau de métro desservant la ville d'Ankara, capitale de la Turquie, et son agglomération. Il comporte quatre lignes et une ligne de métro léger, ainsi qu'une ligne de train de banlieue. Une cinquième ligne est en cours de construction.

Plan du métro d'Ankara.

## Réseau
| Ligne | Terminus            | Ouverture        | Longueur | Stations |
| ----- | ------------------- | ---------------- | -------- | -------- |
|       | Dikimevi ↔ AŞTİ     | 30 août 1996     | 8,5 km   | 11       |
|       | Kızılay ↔ Batıkent  | 28 décembre 1997 | 14,6 km  | 12       |
|       | Kızılay ↔ Koru      | 13 mars 2014     | 16,6 km  | 12       |
|       | Batıkent ↔ Törekent | 12 février 2014  | 15,4 km  | 12       |
|       | Kızılay ↔ Şehitler  | 5 janvier 2017   | 12,5 km  | 12       |
| TOTAL | TOTAL               | TOTAL            | 67,4 km  | 57       |

### Ankaray
Cette ligne de métro léger correspond à la première phase de construction du réseau moderne de métropolitain. Construite de 1992 à 1996 par un consortium dirigé par Siemens AG, la ligne relie AŞTİ (Ankara Şehirlerarası Terminal İşletmesi, gare routier interurbaine d'Ankara) à Dikimevi et mesure 8.7 kilomètres dont 8 construits en souterrain. Elle comporte 11 stations. Un projet d'extension de la ligne prévoit sa longueur portée à 22 km. À l'horizon 2015, elle devrait transporter 25 000 passagers par heure et par sens[réf. nécessaire].
Les rames ont été fournies par Siemens-Adtranz-Ansaldobreda (SPA) et leur vitesse peut atteindre 80 km/h. Elles sont équipées de freins dynamiques. Chacune des onze rames est composée d'un assemblage de trois voitures pour une longueur totale de 77 mètres, comportant 180 sièges pour accueillir un maximum de 600 passagers.

### Ligne 1
La ligne 1, inaugurée en 1997, relie Kızılay au centre de la ville, à la banlieue de Batıkent, au nord-ouest. La ligne mesure 14,7 kilomètres (dont 6,5 en souterrain, 4,5 km en surface et 3,7 km en viaduc) et comporte 12 stations.

### Ligne 2
La ligne 2, ouverte le 13 mars 2014, relie Kızılay à Koru.

## Matériel roulant
| Constructeur | Livraison | Suppression | Nombre de rames | Nombre de wagons par rame | Ligne(s) désservies | Illustration |
| ------------ | --------- | ----------- | --------------- | ------------------------- | ------------------- | ------------ |
| AnsaldoBreda | 1996      | en service  | 33              | 2                         |                     |              |
| Bombardier   | 1997      | 2019        | 18              | 6                         |                     |              |
| CRRC         | 2019      | en service  | 54              | 6                         |                     |              |

Les rames, construites par le groupe canadien Bombardier Transport, sont une version modifiée des rames utilisées sur le métro de Toronto, construites à l'origine par la société Urban Transportation Development Corporation (UTDC), rachetées par Bombardier Inc. Les trente-six rames comportent chacune trois voitures. Une configuration de cinq voitures assemblées est utilisée en période de pointe.

## Projets

### Lignes en construction
- Au nord : Ulus–Keçiören, 6 nouvelles stations, 7,9 km.

### Projets de prolongement
Une nouvelle extension du réseau est projetée au sud sur la ligne 4. Elle devrait relier la Grande assemblée nationale de Turquie à Dikmen sur une longueur de 4,8 km et comporter 5 nouvelles stations.

## Liste des stations

### Ankaray
- Dikimevi
- Kurtuluş : correspondance avec le train de banlieue
- Kolej
- Kızılay : correspondance avec le M1, le M2 et le M4
- Demirtepe
- Maltepe
- Tandoğan
- Beşevler
- Bahçelievler
- Emek
- AŞTİ

### Ligne 1
- Kızılay : correspondance avec l'Ankaray, le M2 et le M4
- Sıhhiye : correspondance avec le train de banlieue
- Ulus
- Kültür Merkezi : correspondance avec le M4
- Akköprü
- İvedik
- Yenimahalle
- Demetevler
- Hastane
- Macunköy
- Ostim
- Batıkent

### Ligne 2
- Kızılay correspondance avec l'Ankaray, le M1 et le M4
- Necatibey
- Millî Kütüphane
- Söğütözü
- MTA
- ODTÜ
- Bilkent
- Tarım Bakanlığı
- Beytepe
- Ümitköy
- Çayyolu
- Koru

### Ligne 3
- Batıkent
- Batı Merkez
- Mesa
- Botanik
- İstanbul Yolu
- Eryaman 1-2
- Eryaman 5
- Devlet Mahallesi
- Harikalar Diyarı
- Fatih
- Gaziosmanpaşa, GOP
- OSB-Törekent

### Ligne 4
- Kızılay : correspondance avec l'Ankaray, le M1 et le M2
- Adliye
- Gar : correspondance avec le train de banlieue
- Atatürk Kültür Merkezi
- ASKİ
- Dışkapı
- Meteoroloji
- Belediye
- Mecidiye
- Kuyubaşı
- Dutluk
- Şehitler

### Train de banlieue
- Subay Evleri
- Hava Hastanesi
- Yıldırım
- Behiçbey
- Marşandiz
- Motor Mahallesi
- Gazi
- Gazi Mahallesi
- Hipodrom
- Gar : correspondance avec le M4
- Yenişehir : correspondance avec la ligne 1
- Kurtuluş : correspondance avec l'Ankaray
- Cebeci
- Demirlibahçe
- Gülveren
- Saimekadın
- Mamak
- Bağ Deresi